# Francesco Colonna (seigneur de Palestrina)
Pour les articles homonymes, voir Francesco Colonna et Colonna.
Francesco Colonna, né vers 1453 et mort en 1538 à Palestrina, est un membre de la famille romaine des Colonna. Devenu en 1484 seigneur de Palestrina, dans le Latium, il y restaure le temple romain de Fortuna Primigenia et le palais Colonna. Il est l'un des personnages auxquels on a attribué la paternité du Songe de Poliphile (Hypnerotomachia Poliphili).

## Biographie
Francesco Colonna est le fils de Stefano Colonna (1433-1484), seigneur de Palestrina, Passarano, Carcollo et Algido, et d'Eugénie Farnèse. Il épouse Orsina Orsini. Il est l'arrière-petit-neveu du pape Martin V.
Il est victime de la bulle d'excommunication publiée par le pape Alexandre VI le 17 septembre 1501[Quand ?] contre les Colonna, sous de fausses accusations d'hérésie, et ses biens, dont Palestrina, sont confisqués. Par la suite, le pape Jules II lui rend tous ses biens.

## Auteur duSonge de Poliphile?
En 1723, Apostolo Zeno publie un document qui attribue la paternité du Songe de Poliphile à un moine vénitien du nom de Francesco Colonna. Il faut attendre le début des années 1960 pour que cette attribution soit remise en question, notamment par Maurizio Calvesi, qui montre que l'ouvrage, qui est rempli de descriptions archéologiques, n'a pu être écrit que par un auteur qui avait une connaissance directe des antiquités de Rome et du Latium, et en particulier de Palestrina et du sanctuaire de Fortuna ; or, le moine vénitien n'a jamais mis les pieds à Rome. Il pense donc que le Franciscus Columna qui est révélé par l'acrostiche mentionné par la note d'Apostolo Zeno ne peut être que Francesco Colonna, seigneur de Palestrina, connu pour son instruction et son goût des antiquités.
Cependant, à la date où l'œuvre a été achevée (1467), il n'est pas vraisemblable que le jeune noble romain, qui n'avait que quatorze ans, ait pu écrire un ouvrage aussi complexe. Emanuela Kretzulesco-Quaranta a défendu l'idée – mais sans réussir à la faire accepter – que l'auteur véritable était le grand humaniste et architecte Leon Battista Alberti (1404-1472), ami et protégé de la famille Colonna, que le texte aurait été conservé dans ses papiers et que Francesco Colonna aurait veillé, une trentaine d'années plus tard, à sa publication.